# Alcalá Norte
Pour les articles homonymes, voir Alcalá Norte (centre commercial).
Alcalá Norte est un groupe espagnol de rock, originaire de Madrid. Il est formé en 2019 par 3 amis du quartier Ciudad Lineal de Madrid (Jaime Barbosa, Juan Pablo Juliá et Álvaro Rivas).
Après la sortie d'un EP en 2020 et de plusieurs singles les années suivantes, en avril 2024, ils sortent leur premier album studio, certifié disque d'or, qui est un succès fulgurant, et leur permet d'entrer en un peu plus d'un mois dans les classements musicaux du Top 100 vinyles de Promusicae, dans le Top 50 viral de Spotify, ou encore d'être qualifié de groupe émergent et réclamé pour les affiches de plusieurs festivals de musique comme Primavera Sound et d'annoncer leur première tournée avec plus de 40 représentations à travers l'Espagne et auto-décrites comme la Gira Cañón.
En l'espace de deux mois, ils reçoivent l'attention de l'ensemble de l'industrie musicale, et des articles et des interviews sont publiés dans la presse de toute l'Espagne les décrivant comme « le groupe de l'année » et les décrivant comme « le groupe que tout le monde connaît »,.

## Histoire

### Formation
Le groupe est formé en 2019 à Ciudad Lineal lorsque le batteur Jaime Barbosa (anciennement Guarrerías Preciados) et le guitariste Juan Pablo Juliá (anciennement Los Pablos) se réunissent avec Álvaro Rivas et lui ont demandé d'être le chanteur. Ils commencent par reprendre des chansons d'Alaska y Dinarama, comme Perlas ensangrentadas, ou The Cure, où ils trouvent un point d'union dans leurs goûts musicaux disparates, en incorporant de nouveaux musiciens pour la basse, une deuxième guitare électrique et des claviers (qui sont aussi joués à l'occasion par le chanteur Álvaro Rivas).
Ils voulaient que le nom du groupe soit celui de leur quartier de Ciudad Lineal, mais ce n'était pas possible car il existait déjà un groupe portant ce nom à Barcelone, et ils ont donc adopté le toponyme d'Alcalá Norte, qui coïncide également avec le centre commercial homonyme, où les membres du groupe séjournent, et dont ils prennent également l'image de son monolithe pour l'utiliser en tant que logo du groupe. Au Primavera Sound 2024, ils commencent à utiliser une grande reproduction du même monolithe sur scène.

### Débuts
Leurs débuts se font dans la scène underground de la capitale et avec leur première démo de 4 chansons publiée le 27 octobre 2020 en un EP, ils sont finalistes du concours de démo Autoplacer en 2020, où ils ont un son très sombre constitué de beaucoup de synthétiseurs et qui est défini comme de la « nécro-pop ». Ces premières chansons sont Arteligencia Intificial, Codere, Escate hasta que me mate et Barbacoa en el cementerio.
Après les difficultés et la pause pendant la pandémie de Covid-19, ils sortent en 2021 le single Dr. Khozev et inaugurent la phase des interviews radiophoniques et des concerts dans des salles madrilènes telles que El Sótano, Clamores, El Sol ou Wurlitzer Ballroom, où ils commencent à être catalogués dans le style post-punk, auquel ils ne se considèrent pas pleinement identifiés. Dans ces lieux, ils se caractérisent par la théâtralisation de leurs performances, le lancement de vin et de nourriture au public ou l'utilisation de divers accessoires en rapport avec le thème des chansons. L'histoire des anciens membres coïncide avec la rotation normale des musiciens dans un groupe nouvellement créé jusqu'à ce qu'ils trouvent un groupe adapté à la musique qu'ils recherchent, ce qui explique pourquoi le groupe qui est consolidé pour commencer leur première tournée était le quatrième line-up, la position de Laura aux claviers étant confirmée et Dr. Rock prenant l'une des positions de la guitare électrique,.
En 2023, travaillant déjà avec le studio d'enregistrement madrilène La Cafetera, ils sortent quatre singles, 420N et Supermán où ils collaborent avec l'artiste Suneo, No llores Dr. G., et Los Chavales. Dans ces singles, ils montrent déjà une évolution vers la Britpop et un changement dans l'instrumentalisation ou dans la façon dont Álvaro Rivas chante. En mars 2024, ils présentent le single de leur « tube ». La vida cañón, qui en peu de temps a des centaines de milliers d'écoutes sur Spotify et reçoit d'importantes louanges d'artistes établis comme Mikel Erentxun et Rosalía.

### Alcalá Norte
Leur premier LP sort le 17 avril 2024 sur le label basque Balaunka, qui travaille également avec Huntza, Tremenda Jauría ou Esne Beltza. Le disque est très bien accueilli par la critique et la presse spécialisée,,,,,, au point que leur vinyle entre dans les classements musicaux avant même qu'ils ne se produisent à leur premier festival au Primavera Sound, qui sera en fait leur deuxième, en raison de leur entrée inattendue en tant que remplaçants de Dry Cleaning au festival Tomavistas de 2024 qui se tient à la Caja Mágica de Madrid,.
Les médias semblent s'accorder sur le fait que leur succès soudain est dû à leur style « inclassable », qui est un mélange de beaucoup de choses, rappelant la movida madrileña, l'activité frénétique de l'administrateur Pablo (admin) sur Twitter, des textes très élaborés, mais sans lien clair entre eux, et où ils mélangent des thèmes religieux-mystiques, des coutumes, la guerre, la philosophie, le football, le journalisme jaune ou des événements, des vindictes de quartier, etc., dans le seul but de composer des refrains accrocheurs avec un fil ténu du Madchester.

## Discographie
- 2024 : Los Chavales (single)
- 2024 : La vida cañón (single)
- 2024 : Supermán (single)
- 2023 : No llores Dr. G. (single)
- 2023 : 420N (single)
- 2021 : Dr. Khozev (single)
- 2020 : Demos (EP)
- 2024 : Alcalá Norte (album)